# Albanese pasjaliks
De Albanese pasjaliks (Albanees: Pashallëqet e Shqiptare) waren drie provincies binnen het Ottomaanse Rijk die van 1760 tot 1831 werden geregeerd door Albanese pasja's gedurende de Ottomaanse overheersing van Albanië. De status van onafhankelijkheid van deze provincies varieerden van semi-autonoom tot de facto onafhankelijk. De staten kwamen ruwweg overeen met het grondgebied van modern Albanië, Kosovo, Montenegro, zuid-Servië, west-Noord-Macedonië en noordwest-Griekenland.

## Pasjaliks

### Pasjalik Shkodër (1757–1831)
Het Pasjalik Shkodër (Pashallëku i Shkodrës) besloeg delen in het huidige Noord-Albanië, het zuidoostelijke deel van Montenegro, het zuidwesten van Servië, het westen van Kosovo en het noordwesten van Noord-Macedonië. Het werd geregeerd door de Bushati-familie.
| Afbeelding | Pasja                  | Regeringsperiode |
| ---------- | ---------------------- | ---------------- |
|            | Mehmed Bushati         | 1757–1774        |
|            | Mustafa Bushati        | 1774–1778        |
|            | Kara Mahmud Bushati    | 1778–1796        |
|            | Ibrahim Bushati        | 1796–1810        |
|            | Mustafa Sherif Bushati | 1810–1831        |

### Pasjalik Berat (1774–1809)
Het Pasjalik Berat (Pashallëku e Beratit) besloeg delen in het huidige Centraal-Albanië. Het werd geregeerd door twee Albanese pasja's.
| Afbeelding | Pasja            | Regeringsperiode |
| ---------- | ---------------- | ---------------- |
|            | Ahmet Kurt Pasha | 1774-1787        |
|            | Ibrahim Pasha    | 1787-1809        |

### Pasjalik Janina (1787–1822)
Het Pasjalik Janina (Pashallëku i Janinës) besloeg delen in het huidige Zuid-Albanië en het noordwesten van Griekenland. Het werd gesticht door Ali Pasja.
| Afbeelding | Pasja     | Regeringsperiode |
| ---------- | --------- | ---------------- |
|            | Ali Pasja | 1787-1822        |